# Alice Dye
Alice Dye (* 19. Februar 1927 in Indianapolis, Indiana; † 1. Februar 2019 in Gulf Stream, Florida) war eine US-amerikanische Golfplatzarchitektin und Amateurgolfmeisterin. Sie gilt als eine Pionierin des Damengolfsports und hatte mit ihrem Ehemann maßgeblichen Einfluss auf die Architektur von Golfplätzen in den Vereinigten Staaten.

## Leben
Dye wurde als Alice Holliday O’Neal in Indianapolis im US-Bundesstaat Indiana geboren. Ihre Eltern waren Lucy Holliday und Perry Earnest O’Neal, ein Firmenanwalt. Sie wuchs auf einem Landgut namens Shooters Hill auf, das ihrem Großvater mütterlicherseits gehörte.

### Ausbildung und erste Erfolge als Amateurgolferin
Alice besuchte die Orchard Grade School und die Shortridge High School in Indianapolis, die sie 1944 abschloss. Danach schrieb sie sich am Rollins College in Winter Park, Florida ein, wo sie Mitglied der Studentenverbindung Kappa Kappa Gamma war. 1948 schloss sie ihr Studium mit einem Bachelor-of-Science-Titel in Zoologie ab.
Alice O’Neal entdeckte schon früh ihre Leidenschaft für Golf. Im Woodstock Country Club hatte sie das Golfspielen unter George Stark gelernt, der ihr den langen, fließenden Schwung der schottischen Profis beibrachte. Im Alter von 15 Jahren gewann sie ihr erstes Turnier und 1942 gewann sie die Indiana State Junior und die Woodstock Country Club Championship. Sie verbesserte ihre Fähigkeiten und gewann elfmal die Indianapolis Women’s City Amateur-Golfmeisterschaften, und im Alter von 19 Jahren hatte sie die erste ihrer neun Indiana Women’s Amateur-Golfmeisterschaften gewonnen. Am Rollins College war sie Kapitänin des Frauengolfteams.

### Das „Power-Paar“ der Golfplatzarchitektur
Am Rollins College lernte sie Paul „Pete“ Dye kennen, den sie 1950 heiratete. Sie hatten zwei Söhne, Perry und Paul Burke Dye, die ebenfalls Golfplatzarchitekten wurden. Pete war Kapitän des Männergolfteams in Rollins und wurde während des Zweiten Weltkrieges als Fallschirmjäger in der 82nd Airborne Division ausgebildet. Nach ihrer Heirat zogen die Dyes nach Indianapolis, wo Pete als Versicherungsvertreter arbeitete.
1955 machte Pete einen bedeutenden Karrierewechsel, indem er mit Alice eine Partnerschaft für die Planung und den Bau eines Golfplatzes einging. Sie wurden von Architekten wie Donald Ross und Robert Trent Jones beeinflusst und bauten 1960 ihren ersten Golfplatz für den El Dorado Country Club in Indianapolis. Alice fuhr einen Bulldozer, zeichnete Streckenkarten, entwickelte Bunkerstrategien und entwarf doppelte Fairways und wellige Grüns. 1963 reisten die Dyes nach Schottland um berühmte Golfplätze wie Turnberry, Prestwick, Carnoustie, Royal Dornoch und St. Andrews zu studieren. 1968 arbeiteten Alice und Pete Dye zusammen mit Jack Nicklaus am Bau des Harbour Town Golfplatzes in South Carolina. 1970 zogen sie von Indianapolis nach Delray Beach, Florida, und bauten später ein Sommerhaus in Crooked Stick, Indiana.
Alice und Pete Dye gründeten das Familienunternehmen Dye Designs und waren weltweit als „Power-Paar“ in der Golfplatzarchitektur bekannt. Alice hatte einen ruhigen, kompetenten Stil und wurde für ihre Organisation, Sachlichkeit und ihren Geschäftssinn gelobt. Die Dyes teilten ihr architektonisches Genie und einen ähnlichen Sinn für Humor.

### DasIsland Greenin TPC Sawgrass

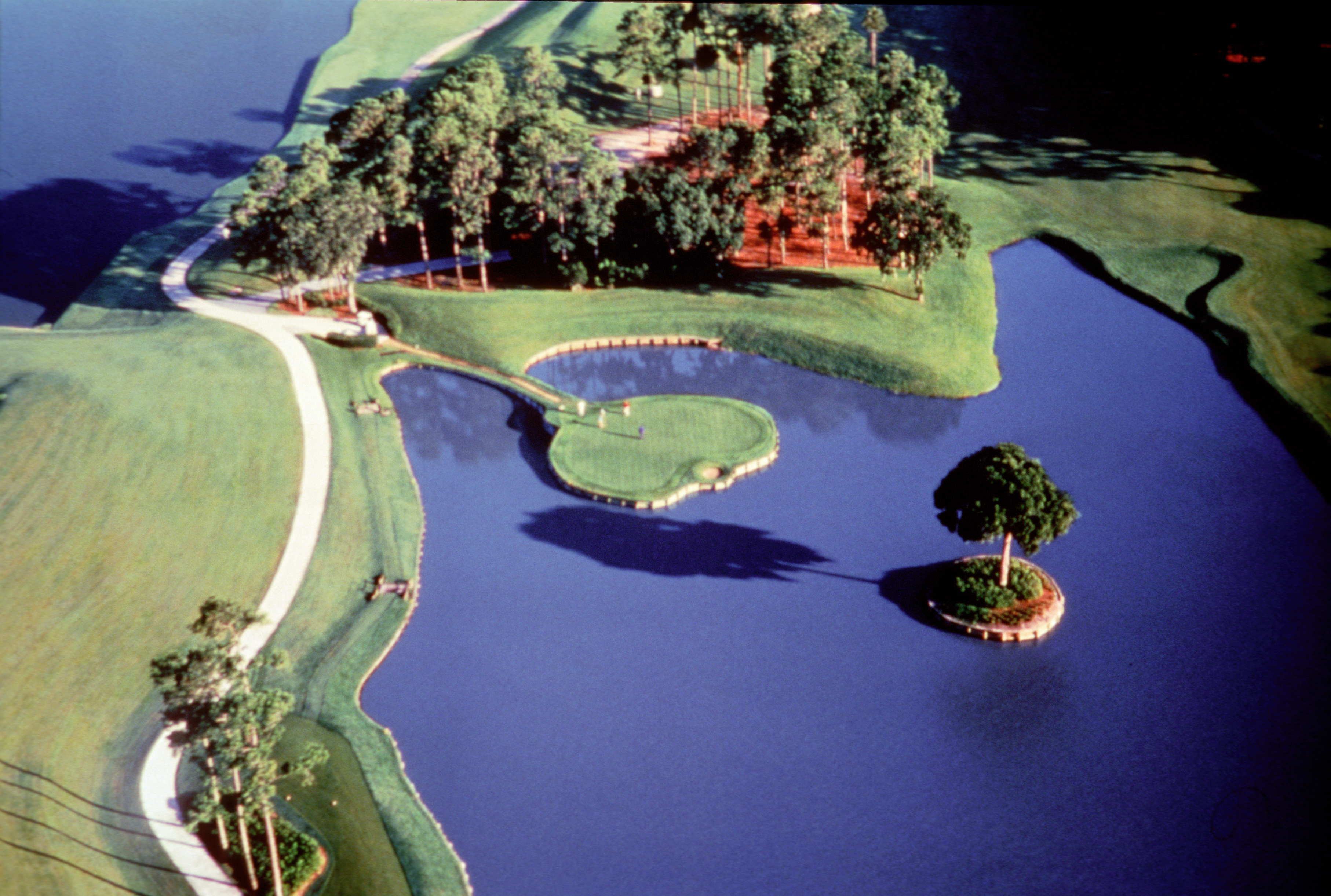
TPC Sawgrass, Loch 17

Zu ihren berühmtesten Plätzen gehörte 1980 der TPC Sawgrass Stadium Course in Ponte Vedra Beach, Florida, wo Alice Dye das berühmte Par 3, die 17. Bahn Island Green anregte. TPC Sawgrass war der erste Golfplatz im Besitz der PGA Tour und Austragungsort der jährlichen Players Championship. Da die Ressourcen begrenzt waren, wurde immer wieder Sand um das geplante 17. Grün herum entfernt, wodurch ein tiefes Loch entstand, und Alice Dye schlug vor, diesen Platz mit Wasser zu füllen und das „Inselgrün“ zu bauen. Das Inselgrün wurde zum ikonischen Lochdesign der Dyes, was Alice Dye einen festen Platz in der Golfgeschichte verschaffte. Insgesamt gestaltete sie über 100 Golfplätze mit, darunter die Plätze Crooked Stick in Indianapolis, Whistling Straits in Kohler, Wisconsin, den PGA West Stadium Course in La Quinta, Kalifornien, den Ocean Course im Kiawah Island Golf Resort in South Carolina und den Teeth of the Dog Platz in der Dominikanischen Republik.

### Als Amateurgolferin
Neben der Erziehung ihrer Kinder und dem Entwerfen von Golfplätzen spielte Alice weiterhin Golf. Sie gewann 1968 die North and South Women's Amateur Golf Championship in Pinehurst, North Carolina. 1970 war Alice Mitglied des Curtis-Cup-Teams für weibliche Amateure, das die USA gegen Großbritannien, Schottland und Irland vertrat. Im Laufe ihrer Karriere gewann sie 50 Amateurgolfmeisterschaften, darunter die United States Senior Women's Amateur Golf Championship 1978 und 1979 sowie zwei kanadische Senioren-Golfmeisterschaften der Frauen 1983 und 1984. Bei den Senior Olympics 1987 in St. Louis, Missouri, gewann Alice eine Goldmedaille im Golf.

## Auszeichnungen
Alice war 1992 Kapitänin bei der Frauenweltmeisterschaft der Amateure, gewann Auszeichnungen für ihre Führungsqualitäten, darunter 1994 den Don Rossi Humanitarian Award für ihre Lebensleistung im Golfsport, und wurde 2004 von der PGA zur First Lady of Golf ernannt. Sie erhielt den Sagamore of the Wabash Outstanding Citizen Award im Bundesstaat Indiana, 2002 die Ehrendoktorwürde in Geisteswissenschaften vom Rollins College und 2017 den Donald Ross Award von der American Society of Golf Course Architects.
Alice Dye erhielt im Laufe ihrer Golfkarriere auch viele professionelle Ehrungen. Sie war 1983 das erste weibliche Mitglied und dann von 1997 bis 1998 Präsidentin der American Society of Golf Course Architects. 1999 wurde sie als erste Frau in den Vorstand der PGA berufen. Sie war Mitglied des LPGA Advisory Council und des USGA Women’s Committee. 1976 wurde sie in die Indiana Golf Hall of Fame aufgenommen.

## Sonstiges
Alice setzte sich für die Gleichstellung von Golferinnen ein, indem sie vorversetzte Abschläge und angepasste Yardlängen für Frauen befürwortete, damit Männer und Frauen fair miteinander konkurrieren können. Sie regte das First Tee-Programm in Indiana an, um Golf für jedermann zugänglich zu machen.
Die Dyes richteten ein Golftrainingsprogramm namens Golf for Business and Life an der Purdue University ein.